# Soppe-le-Bas
Soppe-le-Bas település Franciaországban, Haut-Rhin megyében. Lakosainak száma 780 fő (2022. január 1.). Soppe-le-Bas Guewenheim, Burnhaupt-le-Haut, Burnhaupt-le-Bas, Gildwiller, Diefmatten, Sternenberg, Bretten és Le Haut-Soultzbach községekkel határos.

## Népesség
A település népessége az elmúlt években az alábbi módon változott:
| Lakosok száma | 760  | 770  | 781  | 763  | 769  | 775  | 774  | 779  | 780  |
|               | 2013 | 2015 | 2016 | 2017 | 2018 | 2019 | 2020 | 2021 | 2022 |